# Toxophora epargyra
Toxophora epargyra är en tvåvingeart som beskrevs av Hermann 1907. Toxophora epargyra ingår i släktet Toxophora och familjen svävflugor. Inga underarter finns listade i Catalogue of Life.